# Moespimpernel
Moespimpernel (Poterium sanguisorba subsp. balearicum) is een ondersoort van de plantensoort Poterium sanguisorba.

## Determinatie
Moespimpernel is een vaste, kruidachtige plant. De stengel is onderaan meestal kaal maar kan soms ook behaard zijn. De bladeren zijn meestal gesteeld, maar heel soms ook zittend. De bloemhoofdjes zijn eivormig tot zelden ook bolvormig. De plant bloeit van mei tot juli, soms met een nabloei tot in de herfst. De plant vormt schijnvruchten met een lengte van 3–8 mm. Deze zijn smal tot breed gevleugeld en bezet met rondachtige of scherpe verhogingen. 

### Gelijkende taxa
Moespimpernel lijkt zeer sterk op kleine pimpernel, de andere ondersoort van Poterium sanguisorba. Het belangrijkste verschil tussen moespimpernel en kleine pimpernel zit in de schijnvruchten; betrouwbare determinatie is dus alleen mogelijk bij vruchtdragende exemplaren. Kleine pimpernel vormt schijnvruchten met een gladde maar netvormig beaderde vruchtschil (bij moespimpernel heeft de schil een kreukelig patroon met rondachtige of scherpe verhogingen). Ook hebben de schijnvruchten van kleine pimpernel duidelijk gevormde, smalle lijsten (moespimpernel heeft smalle tot breed gevleugelde schijnvruchten) en de schijnvruchtlengte betreft 3–5 mm (bij moespimpernel betreft het 3–8 mm).

## Ecologie
Moespimpernel komt voor in bermen, soms op dijken en ook tussen plaveisel. De soort verwildert veelal uit inzaai, maar soms ook uit (keuken)kruidentuinen.

## Verspreiding
In Nederland is moespimpernel vrij algemeen als verwilderde of ingezaaide plant.